# Geumsan Insam Cello
Das Team Geumsan Insam Cello ist ein südkoreanisches Radsportteam mit Sitz in Geumsan-eup.
Die Mannschaft wurde 2010 gegründet und nimmt seitdem als UCI Continental Team vornehmlich an den Rennen der UCI Continental Circuits teil. Manager und sportlicher Leiter ist Choi Hee-dong.

## Erfolge als Continental Team
| Rennserie                 | 2010 | 2011 | 2012 | 2013 | 2014 | 2015 | 2016 | 2017 | 2018 | 2019 | 2020 | 2021 | 2022 | 2023 | 2024 |
| ------------------------- | ---- | ---- | ---- | ---- | ---- | ---- | ---- | ---- | ---- | ---- | ---- | ---- | ---- | ---- | ---- |
| UCI ProSeries             | -    | -    | -    | -    | -    | -    | -    | -    | -    | -    | -    | -    | -    | -    | -    |
| UCI Continental Circuits  | 7    | 1    | -    | -    | -    | -    | -    | -    | 1    | -    | -    | -    | -    | -    | -    |
| nationale Meisterschaften | 1    | -    | -    | -    | -    | -    | 1    | 1    | 1    | 1    | 1    | 1    | -    | -    | 2    |

## Platzierungen in UCI-Ranglisten
UCI-Weltrangliste
| World Ranking | World Ranking | World Ranking           | World Ranking |
| Jahr          | Teamwertung   | Einzelwertung           |               |
| ------------- | ------------- | ----------------------- | ------------- |
| 2016          | —             | Choe Hyeong-min (722. ) |               |
| 2017          | —             | Choe Hyeong-min (799. ) |               |
| 2018          | —             | Choe Hyeong-min (478. ) |               |
| 2019          | 154.          | Choe Hyeong-min (527. ) |               |
| 2020          | 137.          | Choe Hyeong-min (961. ) |               |
| 2021          | 156.          | Choi Sang-Jin (1319. )  |               |
| 2022          | 199.          | Choi Sang-Jin (2141. )  |               |
| 2023          | 150.          | Choe Hyeong-min (653. ) |               |
| 2024          | 167.          | Jang Gyung-gu (1104. )  |               |
|               |               |                         |               |
| Quelle: UCI   |               |                         |               |

UCI Asia Tour
| Saison | Mannschaftswertung | Fahrerwertung             |
| ------ | ------------------ | ------------------------- |
| 2010   | 10.                | Shin’ichi Fukushima (26.) |
| 2011   | 37.                | Gong Hyo-suk (125.)       |
| 2012   | 45.                | Gong Hyo-suk (96.)        |
| 2013   | 57.                | Jeong Cheung-gyo (234.)   |
| 2014   | 40.                | Choe Hyeong-min (42.)     |
| 2015   | 59.                | Choe Hyeong-min (182.)    |
| 2016   | 31.                | Choe Hyeong-min (89.)     |

UCI Europe Tour
| Saison    | Mannschaftswertung | Fahrerwertung               |
| --------- | ------------------ | --------------------------- |
| 2010      | 110.               | Shin’ichi Fukushima (1064.) |
| 2011      | 94.                | Aurélien Passeron (352.)    |
| 2012-2016 | -                  | -                           |